# 走马镇 (九龙坡区)
走马镇，是中华人民共和国重庆市九龙坡区下辖的一个乡镇级行政单位。

## 行政区划
走马镇下辖以下地区：
走马镇社区、灯塔村、银岗村、石桥村、玉龙村、金马村、椒园村、梓桐村、大石村、慈云村和乐园村。

## 中国传统村落
2012年，椒园村被评为首批“中国传统村落”。